# Technikum Komunikacyjne nr 25 w Krakowie

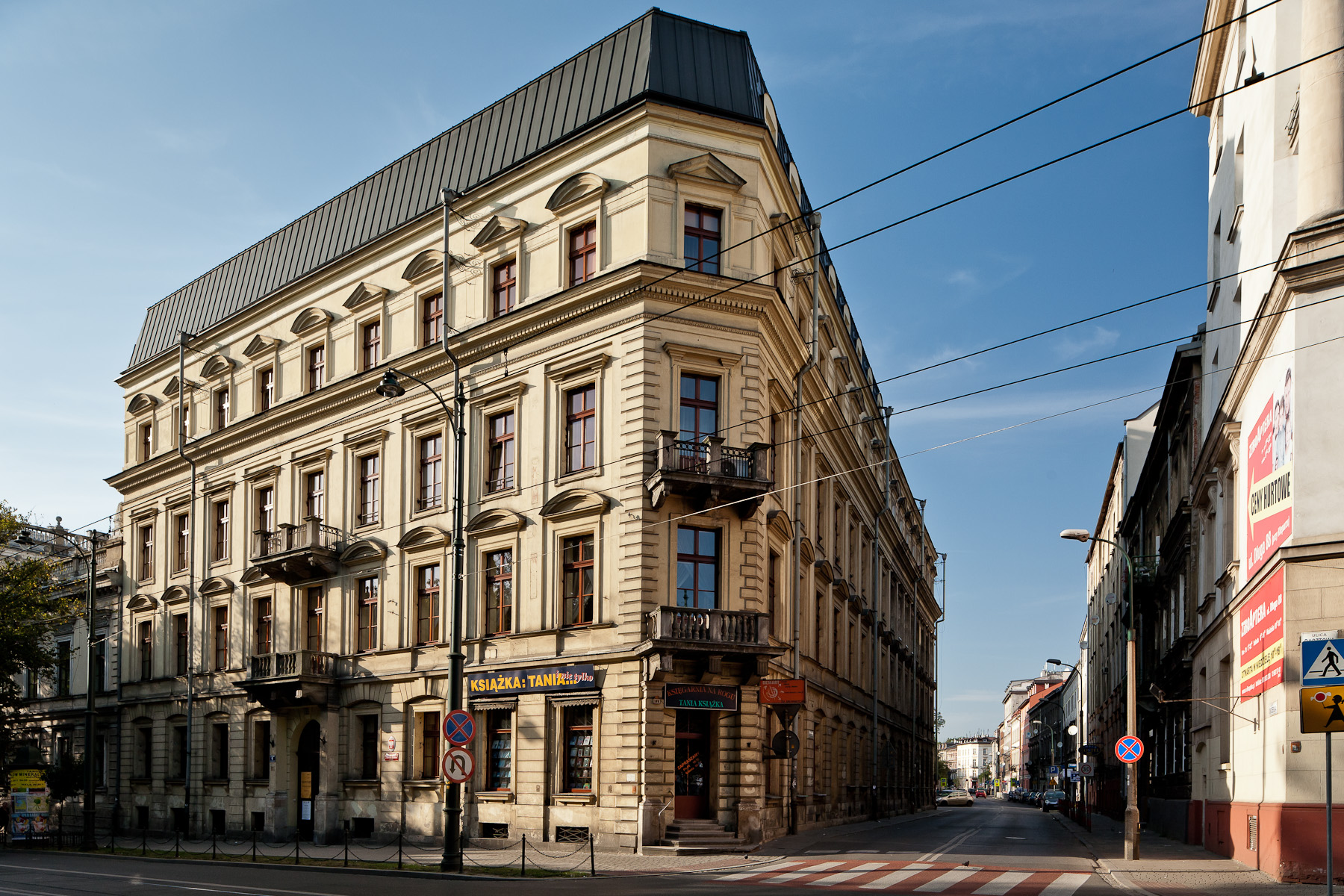
Historyczna siedziba szkoły przy ulicy Basztowej

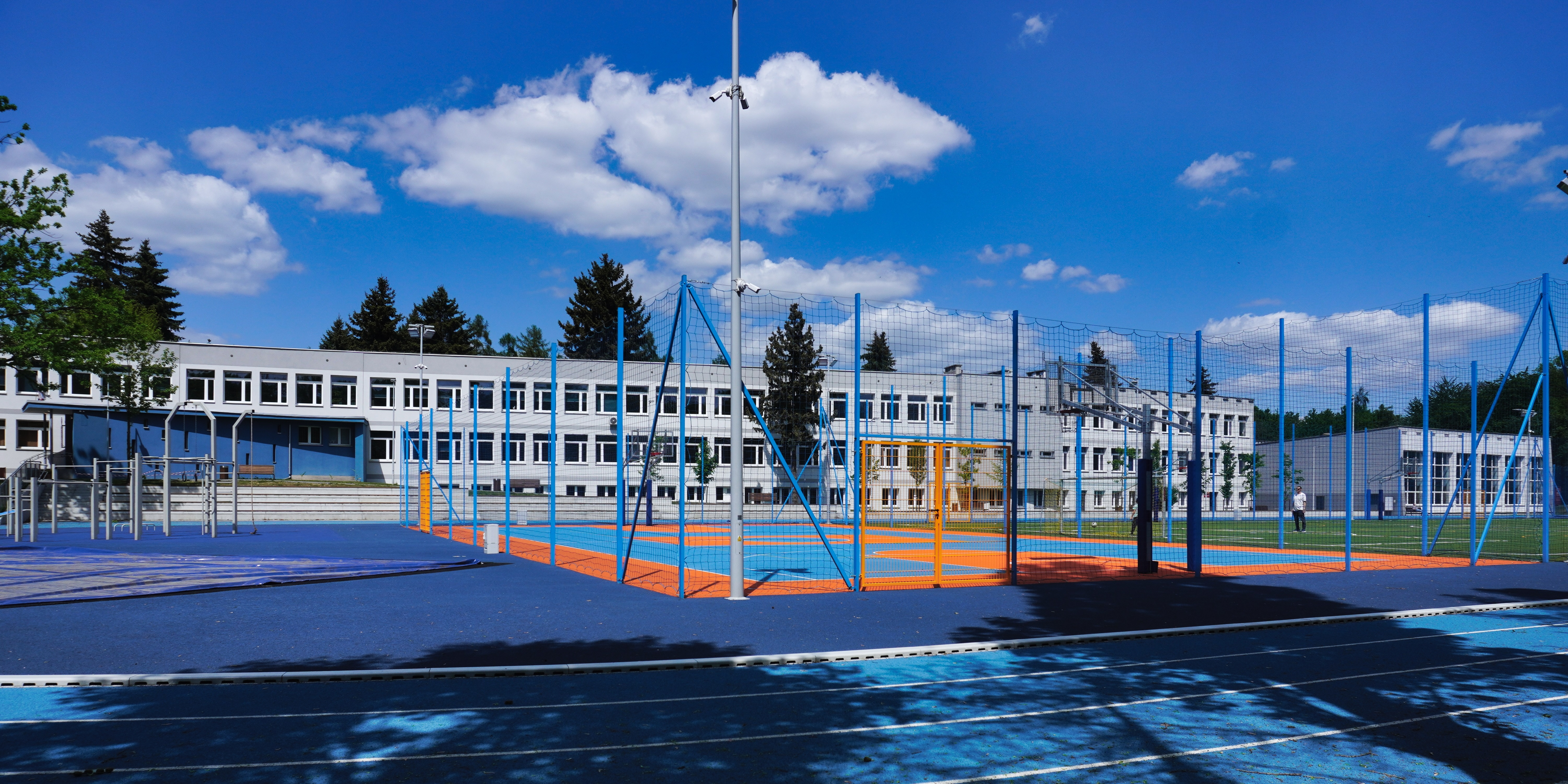
Budynek Technikum Komunikacyjnego nr 25 i zespół boisk, widok od południa, od alei Jana Pawła II

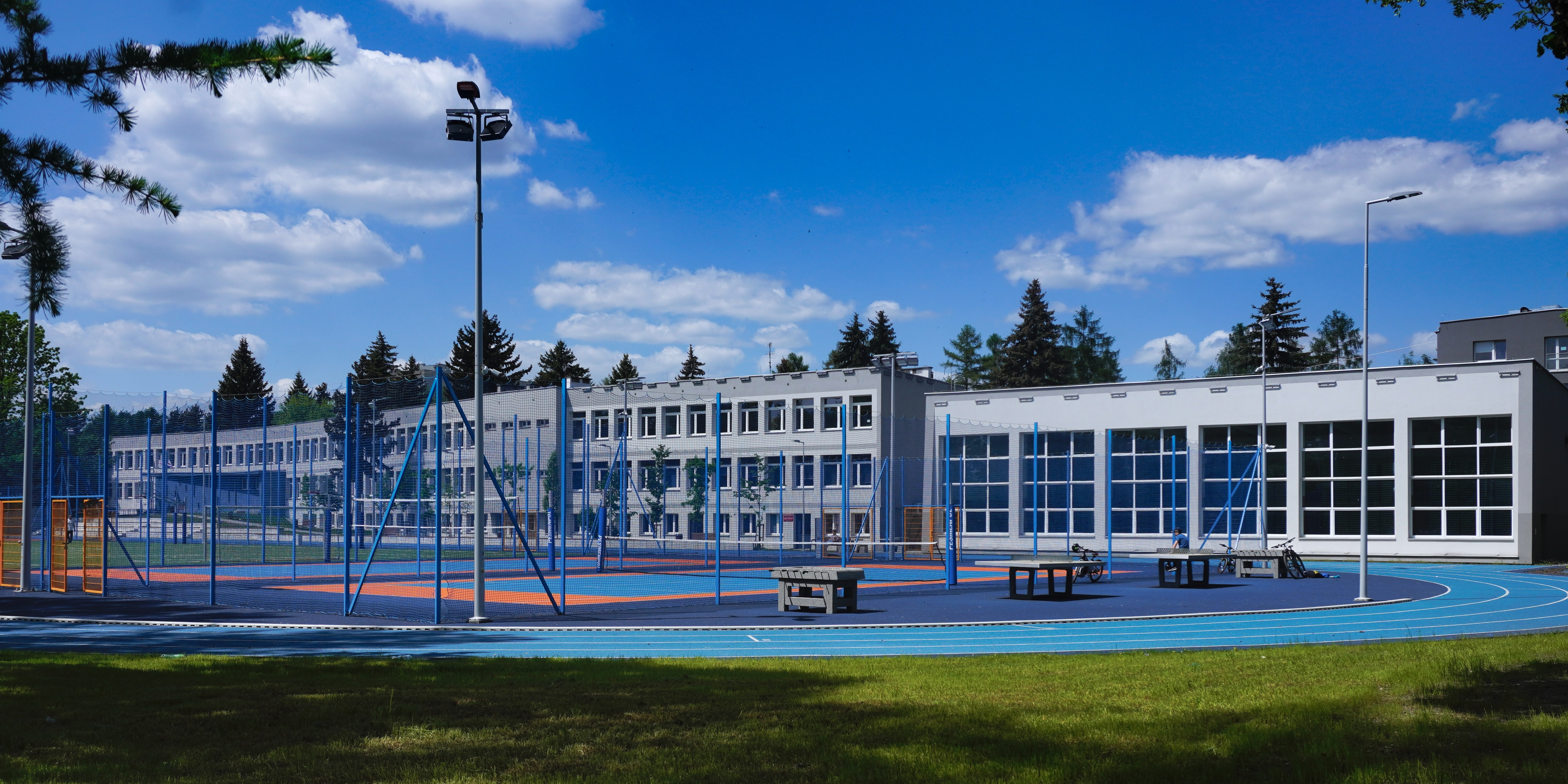
Budynek Technikum Komunikacyjnego nr 25 i zespół boisk, widok od południowego wschodu

Technikum Komunikacyjne nr 25 w Zespole Szkół nr 1 im. św. Rafała Kalinowskiego w Krakowie – szkoła ponadpodstawowa.

## Historia
Historia Technikum Komunikacyjnego zaczęła się od państwowego Technikum Ekonomiczno-Kolejowego Ministerstwa Kolei, powstałego na przełomie lat 1949/1950. Mieściło się przy ulicy Basztowej 9, w budynku, gdzie uprzednio była siedziba zlikwidowanego Prywatnego Koedukacyjnego Gimnazjum Handlowego Towarzystwa Szkoły Kupieckiej. Pierwszym dyrektorem szkoły kolejowej został Józef Machejek, który przejął klasy licealne po dawnym Gimnazjum i organizował szkołę zawodową II stopnia o charakterze kolejowym. Na początku szkoła prowadziła dwa wydziały: Finanse w kolejnictwie i Statystyka kolejowa. W kolejnych latach dołączono następną specjalność: Planowanie w transporcie kolejowym.
1 września 1968 roku nastąpiło przekazanie Technikum Kolejowemu zespołu nowych budynków przy ulicy Ułanów 3 w sąsiedztwie byłego lotniska Rakowice-Czyżyny. Koszt inwestycji wyniósł 36 mln zł, z czego na wyposażenie naukowo-techniczne przeznaczono 12 mln zł. Była to wtedy najlepiej wyposażona szkoła kształcenia kadr dla kolei w Polsce. Pracownie: automatyki zabezpieczenia ruchu kolejowego, teletransmisji i telekomunikacji – były najnowocześniejsze wśród polskich szkół. Technikum Kolejowe stało się szkołą kształcącą w 9 specjalnościach i w 25 oddziałach, których liczba rosła – do 32 w roku szkolnym 1973/1974. W tych latach zmieniły się przedmioty ogólne i zawodowe, podbudowę dla technikum stanowiła 8-klasowa szkoła podstawowa wprowadzona reformą systemu szkolnictwa z 1961. Nauka w technikum trwała 5 lat, z wyjątkiem specjalności Ruch i przewozy kolejowe (4 lata).
Do końca 1998 roku Technikum Kolejowe podlegało resortowi Ministerstwa Transportu i Gospodarki Morskiej. Po reformie samorządowej, od 1 stycznia 1999 roku organem prowadzącym Technikum (wchodzące w skład Zespołu Szkół nr 1) stała się Gmina Kraków. W roku szkolnym 2000/2001 do Technikum dołączyły dwie nowe placówki, tj. Gimnazjum nr 73 i Gimnazjum Nr 1 dla Dorosłych z klasami przysposabiającymi do pracy. Wszystkie gimnazja w kraju zostały wygaszone wskutek reformy systemu oświaty z 2017.
Od września 2002 roku tradycje „kolejówki” przejęło Technikum Komunikacyjne, które kształci w następujących zawodach: technik telekomunikacji, technik elektronik, technik elektryk, technik mechanik, technik logistyk (od 1 września 2005 roku), technik informatyk (2006), technik pojazdów samochodowych (2009) oraz technik programista (2020).
21 listopada 2005 roku została podpisana umowa o współpracy ze szkołą węgierską Energettikkai Szakkozepiskola es Kollegium w Paks w ramach programu Leonardo da Vinci „Energia jądrowa i konwencjonalna – za i przeciw”. W maju 2006 roku absolwenci Technikum przystąpili do pierwszej „nowej matury”, natomiast w czerwcu tego samego roku – do pierwszego egzaminu potwierdzającego kwalifikacje zawodowe w nowej formule.
Szkoła kształci technika z duszą humanisty; w ramach projektu edukacyjnego „Uczniowie i Mistrz” młodzież spotkała się w 2011 z reżyserem Krzysztofem Zanussim i aktorem Wojciechem Skibińskim.
Od 2015 roku w szkole działa sekcja Inspektorat Ruchu Drogowego Technikum Komunikacyjnego w Krakowie, zajmująca się profilaktyką, jak i wsparciem bezpieczeństwa w ruchu drogowym podczas imprez masowych na terenie Krakowa. Uczniowie zabezpieczali takie imprezy jak Cracovia Maraton, Mistrzostwa Europy w Piłce Ręcznej i inne. Patronat merytoryczny nad tą sekcją sprawuje Komenda Miejska Policji w Krakowie.
W roku szkolnym 2016/17 naukę pobierało ponad 800 uczniów w 33 klasach o specjalnościach: technik informatyk, technik elektronik, technik pojazdów samochodowych, technik logistyk, technik transportu kolejowego, technik mechatronik. Grono pedagogiczne liczyło 106 nauczycieli, a grono obsługi i administracji 22 pracowników. Stanowisko dyrektora objęła mgr Beata Śliwa, wieloletni nauczyciel szkoły. Trwał remont budynku internatu. Szkoła uczestniczyła w projektach finansowanych ze środków krajowych i unijnych, w tym Modernizacji Kształcenia Zawodowego w Małopolsce II, Mobilności Kadry Edukacji Szkolnej w ramach Programu Operacyjnego Wiedza Edukacja Rozwój o wartości 156 129,10 złotych – „Teacher Development as a Key to Successful Students’ Education” – 17 nauczycieli wyjechało na szkolenia do Wielkiej Brytanii, Niemiec i na Maltę.  Rozwijano dział mechatroniczny: powstała pracownia mechatroniki samochodowej oraz kolejna pracownia komputerowa. Uczniowie zdobyli 2. i 3. miejsce w I Ogólnopolskim Konkursie Wiedzy o Transporcie Kolejowym zorganizowanym przez Wyższą Szkołę Biznesu w Dąbrowie Górnicznej. Rozpoczęto współpracę z Zakładem Linii Kolejowych w Krakowie oraz Oddziałem Małopolskim Przewozów Regionalnych w Krakowie. Rozpoczęto również współpracę z podmiotem medycznym Emergency 24 sp. z o.o. w ramach Szkolnego Inspektoratu Ruchu Drogowego i Akademią Wychowania Fizycznego w Krakowie. 30 listopada 2016 Szkołę odwiedził Prezydent Miasta Krakowa profesor Jacek Majchrowski w ramach wizyty gospodarczej związanej z remontem budynku internatu oraz przeniesieniem siedziby internatu sąsiedniego Zespołu Szkół Inżynierii Środowiska i Melioracji. W szkole gościli: Andrzej Pilipiuk – pisarz powieści fantastycznych oraz Przemysław Babiarz – komentator sportowy i Mistrz Mowy Polskiej z roku 2016.
W 2017/18 rozpoczęto realizację projektu „Centrum Kompetencji Zawodowych w branży : mechanicznej (M), elektryczno-elektronicznej (E), administracyjno-usługowej (A) w Gminie Miejskiej Kraków” – 2017-2019, w ramach którego odbywają się kursy i szkolenia doskonalące umiejętności zawodowe branżowe i interdyscyplinarne dla  uczniów, zajęcia wyrównawcze z przedmiotów zawodowych,staże/praktyki u pracodawców i szkolenia zawodowe  dla nauczycieli. Realizowany jest dwuletni projekt w ramach Mobilności Kadry edukacji szkolnej PO WER „Kompetentny nauczyciel inwestycją w przyszłość technika informatyka” o wartości 121 506,66 złotych, dzięki czemu 11 nauczycieli wyjechało na 60-godzinne szkolenia metodyczno-językowe. W szkole gościła poetka i felietonistka Ewa Lipska. Rozpoczęto współpracę z Kolejami Małopolskimi sp.z o.o. Delegacja szkoły uczestniczyła w VIII Ogólnopolskim Zjeździe Dyrektorów Szkół i Placówek oraz Prezesów Stowarzyszeń noszących imiona upamiętniające Zesłańców Sybiru, który odbyła się w Łodzi w dniach 6–8 czerwca 2018 roku. Z inicjatywy mgr Beaty Śliwy, dyrektor Technikum Komunikacyjnego, zorganizowano w dniach 8–10 czerwca 2018 roku Pierwszy Ogólnopolski Zjazd Uczniów Klas Kolejowych pod patronatem, m.in. Ministra Infrastruktury Andrzeja Adamczyka.
W roku szkolnym 2018/19 obchodzono 100. rocznicę odzyskania przez Polskę niepodległości organizując kilkadziesiąt wydarzeń poświęconych rocznicy. Szkoła uczestniczyła też w obchodach 100. rocznicy powstania Federacji Związków Zawodowych Kolejarzy oraz kontynuowała współpracę z klasztorem szkolnego patrona ze zgromadzenia Karmelitów bosych w Czernej. Szkoła zorganizowała II Ogólnopolski Zjazd Uczniów Klas Kolejowych (29–30.05.2019). Drużyna futsalu zdobyła III miejsce w II Mistrzostwach Polski Kolejowych Szkół Średnich w Futsalu rozegranych w Gliwicach 20 marca 2019 r.. Uczniowie technikum byli finalistami XI Ogólnopolskiej Olimpiady Logistycznej oraz laureatem w XLV Olimpiadzie Wiedzy Technicznej. Ministerstwo Obrony Narodowej podpisało umowę do realizacji programu Certyfikowanych Wojskowych Klas Mundurowych, w którym udział bierze klasa 3LB. Wydawano kolejne numery szkolnej gazetki RUMOR. Rozpoczęto realizację projektu Rok Zerowy z AGH. Rozpoczęła się termomodernizacja budynku szkoły oraz prace adaptacyjne pomieszczeń. Nauczyciel języka angielskiego, Sebastian Machowski, zajął drugie miejsce w plebiscycie „Nauczyciel na medal 2018” pod patronatem Uniwersytetu Pedagogicznego w Krakowie.
Rok 2019/20 jest rokiem jubileuszowym 70-lecia instytucji, posadzono siedem klonów w ogrodzie szkolnym. Liczba uczniów w szkole wynosi prawie 900 (34 klasy). 20 września gościł Świadka Historii – Aleksandrę Szemioth, która mówiłą o zesłaniach Polaków na Syberię. 20 listopada 2019 r. odbyła się Gala Jubileuszowa, przybyło ok. 400 osób. 10 grudnia 2019 r. przybył wicemarszałek województwa małopolskiego Łukasz Smółka.
12 marca 2020 roku rząd wprowadził w III RP ograniczenia w funkcjonowaniu szkół, co wiązało się z zawieszeniem zajęć, a następnie przejściem na nauczanie na odległość. Wprowadzone zostały nakazy noszenia maseczek i dezynfekcji rąk. Pierwszy raz w historii szkoły zakończenie klas maturalnych odbyło się w zdalny sposób – na platformie Zoom, a odbiór świadectw ukończenia szkoły rozpisano na cały tydzień, aby zachować bezpieczeństwo uczniów i nauczycieli. Przesunięty został termin matur (z maja na czerwiec) wraz z rezygnacją z części ustnej.
Rok szkolny 2020/21 rozpoczęto od przygotowania procedur bezpieczeństwa związanych z pandemią COVID-19. Uroczyste rozpoczęcie roku szkolnego odbyło się w sali gimnastycznej tylko dla klas pierwszych, pozostałe klasy spotykały się z wychowawcami klas o różnych porach. 
Rok szkolny 2021/22 rozpoczęto otwarciem szkolnego kompleksu sportowo-rekreacyjnego przez Prezydenta Krakowa prof. Jacka Majchrowskiego. Społeczność szkolna liczyła 36 oddziałów i 5 grup wychowawczych w internacie, czyli ok. 1050 uczniów. Obowiązki dyrektora pełni mgr Beata Śliwa, na stanowiskach wicedyrektorów pracują mgr Małgorzata Kegel i mgr inż. Katarzyna Trzaska-Rycaj, kierownikiem internatu jest mgr Jolanta Domańska, a kierownikiem szkolenia praktycznego mgr Agnieszka Wędzicha. Od drugiego półrocza obowiązki trzeciego wicedyrektora pełni mgr Agnieszka Kaczmarczyk.

## Dyrektorzy i wicedyrektorzy
Według danych
- 1949 inż. Józef Machejek
- 1961 inż. Tadeusz Leja
- 1983 mgr inż. Andrzej Cichoń
- 1992 inż. Zdzisław Kucharski
- 1994 mgr inż. Andrzej Cichoń
- 2011 mgr Wiesław Mroszczyk
- 2016 mgr Beata Śliwa

## Absolwenci
- Tadeusz Gawin (matura 1970, specjalność Telekomunikacja kolejowa)[10] – poseł na Sejm RP II kadencji[11],
- Jerzy Hołoweńko (matura 1986, specjalność Drogi i mosty kolejowe)[12] – lekkoatleta, wieloboista, halowy mistrz Polski, reprezentant Polski,
- Mariusz Jakus – aktor, wykładowca w Państwowej Wyższej Szkole Filmowej, Telewizyjnej i Teatralnej im. Leona Schillera w Łodzi[13][14][15][16],
- Zdzisław Kapka – piłkarz m.in. Wisły Kraków, medalista Mistrzostw Świata w 1974[17],
- Anna Mąka (matura 1968, specjalność Urządzenia sterowania ruchem kolejowym)[18] – saneczkarka, uczestniczka Igrzysk Olimpijskich w Grenoble w 1968,
- Szymon Sowiński – rekordzista świata w strzelaniu z pistoletu pneumatycznego (2017), srebrny medalista igrzysk paraolimpijskich (Tokio 2020)[19][20][21][22].

## Nauczyciele
- Danuta Zachara – szybowniczka – rekordzistka świata oraz saneczkarka, członkini kadry narodowej[23][24]. W 1963 wraz z Marią Olszewską, lecąc na szybowcu Bocian, w kategorii szybowców dwumiejscowych, pobiła rekord Polski jednocześnie zostając mistrzynią świata, na trasie docelowo-powrotnej Leszno – Toruń – Leszno osiągając odległość 419,3 km[25][26][27][23]; rekordzistka świata z 1959 w locie po Trójkącie 100 na szybowcu wyczynowym Jaskółka[23][26]. W 1961 spełniła warunki przelotowe do zdobycia Diamentowej Odznaki Szybowcowej[23]. W Technikum nauczała przedmiotów zawodowych i prowadziła Koło Lotnicze[23].

## Patron
Patronem szkoły jest inżynier Rafał Kalinowski, patron oficerów i żołnierzy, orędownik w sprawach trudnych i beznadziejnych, uważany za patrona Sybiraków, święty Kościoła katolickiego. Nadanie imienia odbyło się 22 listopada 2005 r.
Zaangażowany był między innymi w pracy przy budowie linii kolejowej Kursk-Kijów-Odessa. W 1860 roku został przeniesiony do twierdzy w Brześciu nad Bugiem. Gdy w roku 1863 wybuchło powstanie, w poczuciu obowiązku wobec własnej ojczyzny, oddał się do dyspozycji tajnego Rządu Narodowego, który mianował go naczelnikiem Wydziału Wojny na Litwie.

## Zawody
- Technik transportu kolejowego
- Technik programista
- Technik informatyk
- Technik elektronik
- Technik logistyk
- Technik mechatronik
- Technik pojazdów samochodowych